# Keratoisis palmae
Keratoisis palmae is een zachte koraalsoort uit de familie Isididae. De koraalsoort komt uit het geslacht Keratoisis. Keratoisis palmae werd in 1889 voor het eerst wetenschappelijk beschreven door Wright & Studer. 